# Lago Sternenweiher
O Lago Sternenweiher é um lago localizado no município de Richterswil, Cantão de Zurique, Suíça. A sua superfície é de 2,7 ha.